# Como Ama una Mujer (album)
Como Ama Una Mujer (pol. Jak Kocha Kobieta) - album Jennifer Lopez wydany 27 marca 2007 roku. Promują ją utwory "Qué Hiciste, Me Haces Falta i Por Arriesgarnos". Płyta jest w całości nagrana po hiszpańsku.

## Lista utworów
| #   | Tytuł                                                                                                | Czas |
| --- | --- | ---- |
| 1.  | "Qué Hiciste" Angielski tytuł: What Have You Done? Polski tytuł: Co zrobiłeś?                        | 4:57 |
| 2.  | "Me Haces Falta" Angielski tytuł: I Miss You Polski tytuł: Tęsknię za Tobą                           | 3:37 |
| 3.  | "Como Ama una Mujer" Angielski tytuł: How a Woman Loves Polski tytuł: Jak kocha Kobieta?             | 6:01 |
| 4.  | "Te Voy a Querer" Angielski tytuł: I Will Love You Polski tytuł: Będę Cię kochać                     | 4:40 |
| 5.  | "Porqué Te Marchas" Angielski tytuł: Why Are You Leaving? Polski tytuł: Dlaczego Odchodzisz?         | 4:33 |
| 6.  | "Por Arriesgarnos" Angielski tytuł: For Risking Ourselves Polski tytuł: Dla Odszukania Siebie        | 3:31 |
| 7.  | "Tú" Angielski tytuł: You Polski tytuł: Ty                                                           | 4:10 |
| 8.  | "Amarte Es Todo" Angielski tytuł: Loving You Is Everything Polski tytuł: Kochanie Cię Jest Wszystkim | 4:00 |
| 9.  | "Apresúrate" Angielski tytuł: Hurry Up Polski tytuł: Pospiesz się                                    | 5:02 |
| 10. | "Sola" Angielski tytuł: Alone Polski tytuł: Sama                                                     | 5:19 |
| 11. | "Adiós" Angielski tytuł: Goodbye Polski tytuł: Żegnaj                                                | 4:09 |
| 12. | "Quién Será" (Bonus Track) Angielski tytuł: Who Will Be? Polski tytuł: Kto Będzie?                   | 3:51 |

## Pozycje na listach przebojów
| Lista (2007)                      | Najwyższa pozycja |
| --------------------------------- | ----------------- |
| Austria Albums Chart              | 10                |
| Belgium Top 50                    | 30                |
| Canada Albums Chart               | 50                |
| Dutch Albums Chart                | 31                |
| Finland Albums Chart              | 29                |
| France Albums Chart               | 11                |
| Germany Albums Chart              | 4                 |
| Greece International Albums Chart | 1                 |
| Italy Albums Chart                | 2                 |
| Japan Albums Chart                | 60                |
| Mexico Albums Chart               | 8                 |
| Poland Albums Chart               | 9                 |
| Portugal Albums Chart             | 12                |
| Spain Albums Chart                | 2                 |
| Sweden Albums Chart               | 49                |
| Switzerland Albums Chart          | 1                 |
| U.K. Albums Chart                 | 131               |
| U.S. Billboard 200                | 10                |
| U.S. Billboard Top Latin Albums   | 1                 |

## Sprzedaż i certyfikaty
| Nadawca                | Certyfikat | Sprzedaż |
| ---------------------- | ---------- | -------- |
| Francja (SNEP)         | -          | 70,000   |
| Grecja (IFPI)          | Złoto      | 16,000   |
| Hiszpania (PROMUSICAE) | Platyna    | 80,000   |
| Niemcy (IFPI)          | Złoto      | 100,000  |
| Rosja (NFPF)           | 2xPlatyna  | 40,000   |
| Szwajcaria (IFPI)      | Platyna    | 30,000   |
| U.S. (RIAA)            | -          | 225,000  |
| Wenezuela              | Platyna    | 10,000   |
| Węgry (MAHASZ)         | Złoto      | 10,000   |
| Włochy (FIMI)          | Złoto      | 40,000   |

### Zestawienia końcoworoczne
| Lista końcoworoczna (2007) | Najwyższa pozycja |
| -------------------------- | ----------------- |
| Greek Albums Chart         | 6                 |
| German Albums Chart        | 68                |
| Hungarian Albums Chart     | 71                |
| Swiss Albums Chart         | 16                |